# Affligem (cervecería)

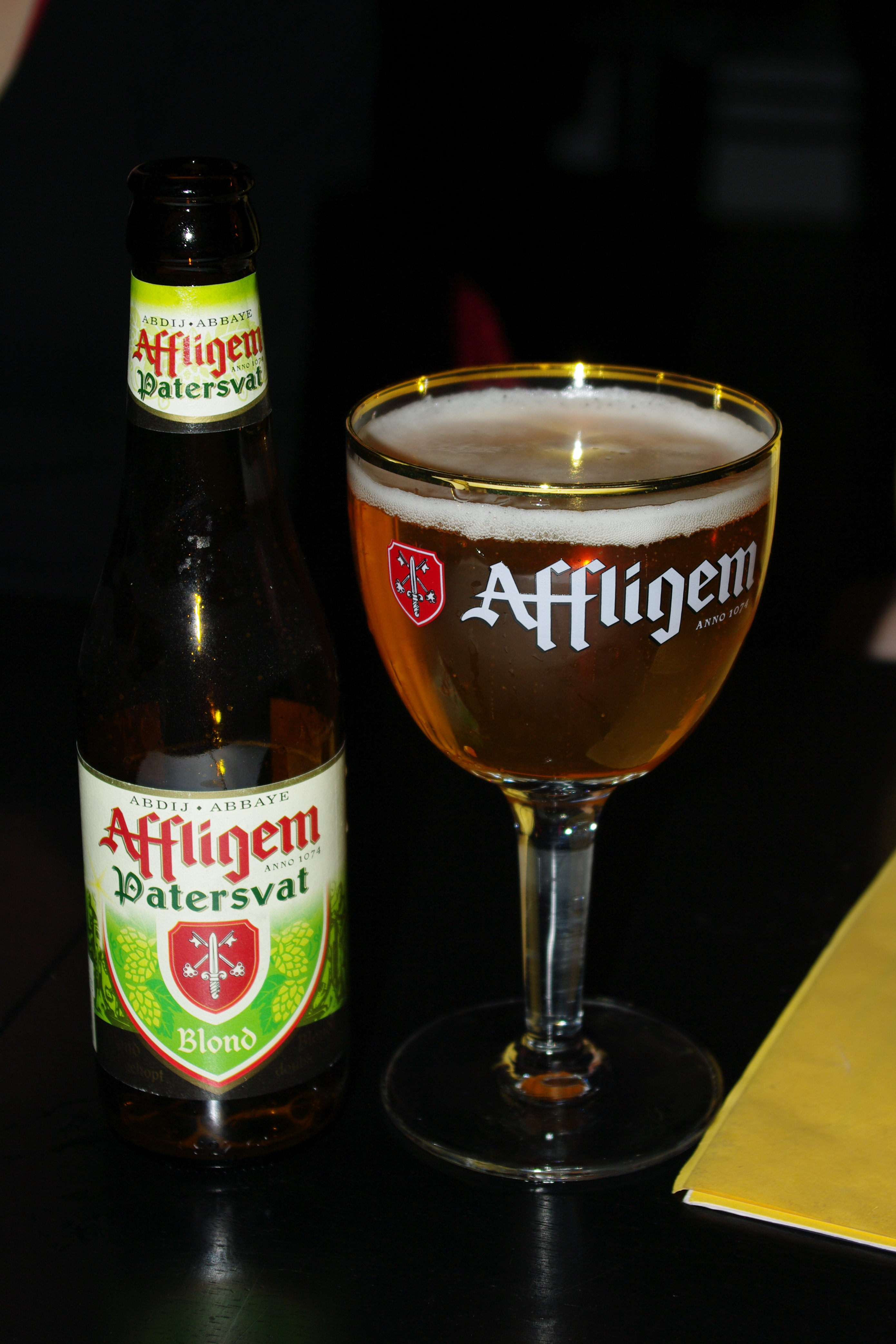
Cerveza Affligem

Cervecería Affligem (en neerlandés: Affligem Brouwerij, en francés: Brasserie Affligem) es una cervecería ubicada en Opwijk en la Provincia del Brabante Flamenco, en Bélgica. Produce, entre otras cosas, las reconocidas cervezas de abadía Affligem y Postel.

## Historia
El origen de esta empresa proviene de la cervecería De Smedt fundada en Opwijk alrededor de 1790. Esta cervecería se expande tras la producción en 1935 de cerveza Op-Ale en referencia a la localidad donde se encuentra la empresa. se sitúa. Esta cerveza también se corona con una medalla de oro en la Exposición Universal de 1935 en Bruselas.
Desde 1970, la cervecería también produce cerveza de abadía Affligem. En 1988, se agregó una segunda cerveza de la abadía, la Postel.
Entre 2000 y 2003, la cervecería De Smedt fue adquirida gradualmente por el grupo cervecero Heineken y se convirtió en la cervecería Affligem BDS (BDS para la cervecería De Smedt). El 1 de mayo de 2010, la cervecería se convirtió en Brasserie Affligem al unirse al grupo Alken-Maes, que también forma parte del grupo Heineken.
En 2022,  Affligem anuncia su intención de cerrar la cervecería de Opwijk.

## Marcas
La cervecería produce dos cervezas de abadía reconocidas, una cerveza de abadía no reconocida y una cerveza local:
- Affligem, cerveza de abadía reconocida que se refiere a la abadía de Affligem, que está disponible en seis variedades.
- Postel, cerveza de abadía reconocida que se refiere a la abadía de Postel que está disponible en cuatro variedades.
- Op-Ale, cerveza ámbar ligeramente amarga con 5% de contenido de alcohol.
- Florival, cerveza de abadía disponible en rubia, tostada, triple e invierno (de temporada).